# Гидродинамика
Гидродина́мика (от др.-греч. ὕδωρ «вода» + динамика) — раздел физики сплошных сред и гидроаэродинамики, изучающий движение идеальных и реальных жидкостей и газа, и их силовое взаимодействие с твёрдыми телами. Как и в других разделах физики сплошных сред, прежде всего осуществляется переход от реальной среды, состоящей из большого числа отдельных атомов или молекул, к абстрактной сплошной среде, для которой и записываются уравнения движения.

## История гидродинамики
Первые попытки исследования сопротивления среды движению тела были сделаны Леонардо  да Винчи и Галилео Галилеем. Принято считать, что Галилео проводил опыты по сбрасыванию шаров различной плотности с Пизанской башни, данный опыт описывается в учебной литературе и поэтому известен всем со школьных времён (достоверной информации, подтверждающей проведение данного опыта Галилео Галилеем на сегодняшний день не имеется). В 1628 году Бенедетто Кастелли издал маленькую работу, в которой он очень хорошо для своего времени объяснил несколько явлений при движении жидкости в реках и каналах. Однако, в работе содержалась ошибка, так как он предполагал скорость вытекания жидкости из сосуда пропорциональной расстоянию отверстия до поверхности воды. Торричелли заметил, что вода, выливающаяся из фонтана поднимается на высоту порядка уровня воды питающего водоёма. На основе этого он доказал теорему, о пропорциональности скорости вытекания квадратному корню из расстояния от отверстия до поверхности жидкости. Теорема была экспериментально проверена на воде, вытекающей из различных насадок. Едме Мариотто в труде, который был опубликован после его смерти впервые объяснял несоответствие теории и экспериментов при помощи учёта эффектов трения. В труде Исаака Ньютона «philosophie naturalis principia mathematica» для объяснения снижения скорости проточной воды использовались именно понятия вязкости и трения. Также в работах Ньютона развивались представления Мариотто о потоке воды как о наборе трущихся нитей. Эта теория уже сопоставима с современной теорией переноса движения в жидкостях.
После издания Ньютоном своих работ учёные всего мира начали пользоваться его законами для объяснения различных физических явлений. Спустя 60 лет Леонард Эйлер получил аналог второго закона Ньютона для жидкости. В 1738 году Даниил Бернулли издал работу, где объяснялась теория движения жидкостей и приводилось уравнение, ставшее одним из главных уравнений гидродинамики. Он использовал два предположения: поверхности жидкости, вытекающей из сосуда всегда остаётся горизонтальной и то, что скорость опускания слоев воды обратно пропорциональна их ширине. В отсутствии демонстраций этих принципов теория доверия не получила.
Колин Маклорен и Иоанн Бернулли хотели создать более общую теорию, зависящую только от фундаментальных законов Ньютона. Научное сообщество сочло их методы недостаточно строгими. Теория Даниила Бернулли встретила сопротивление со стороны Жана Лерона Даламбера, разработавшего свою теорию. Он применил принцип, полученный Якобом Бернулли, который сводил законы движения тел к закону их равновесия. Даламбер применил этот принцип для того, чтобы описать движение жидкостей. Он использовал те же гипотезы, что и Даниил Бернулли, хотя его исчисление было выстроено в другой манере. Он рассматривал в каждый момент движения слоя жидкости составленным из движения в прошлый момент времени и движения, который он потерял. Законы равновесия между потерями и потерями движения дали уравнения, представляющее уравнение движение жидкости. Оставалось выразить уравнениями движение частицы жидкости в любом заданном направлении. Эти уравнения были найдены Даламбером из двух принципов: прямоугольный канал, выделенный в массе жидкости, находящейся в равновесии, сам находится в равновесии и часть жидкости, переходящая из одного места в другое сохраняет тот же самый объём, если она является несжимаемой и изменяет объём с учётом законов упругости, в противном случае. Этот метод был перенят и доведён до совершенства Леонардом Эйлером. Решение вопроса о движении жидкостей было произведено с помощью метода частных производных Эйлера. Это исчисление было впервые применено к движению воды Даламбером. Метод позволил представить теорию движения жидкостей в формулировке, не ограниченной никакими особыми предположениями.

## Основные разделы гидродинамики

### Идеальная среда
С точки зрения механики, жидкостью называется вещество, в котором в равновесии отсутствуют касательные напряжения. Если движение жидкости не содержит резких градиентов скорости, то касательными напряжениями и вызываемым ими трением можно пренебречь и при описании течения. Если вдобавок малы градиенты температуры, то можно пренебречь и теплопроводностью, что и составляет приближение идеальной жидкости. В идеальной жидкости, таким образом, рассматриваются только нормальные напряжения, которые описываются давлением. В изотропной жидкости, давление одинаково по всем направлениям и описывается скалярной функцией.

### Гидродинамика ламинарных течений
Гидродинамика ламинарных течений изучает поведение регулярных решений уравнений гидродинамики, в которых первые производные скорости по времени и по пространству являются конечными. В некоторых случаях со специальной геометрией уравнения гидродинамики могут быть решены точно. Некоторые наиболее важные задачи этого раздела гидродинамики:
- стационарное течение идеальной несжимаемой жидкости при различных граничных условиях
- стационарное течение вязкой жидкости, уравнения Навье — Стокса
- волны на поверхности идеальной несжимаемой жидкости и прочие нестационарные явления
- ламинарное обтекание конечных тел
- течения в различных несмешивающихся жидкостях, тангенциальные разрывы и их устойчивость
- струи, капли и прочие течения конечных размеров

### Гидродинамика турбулентных течений
Гидродинамика турбулентных течений — изучает поведение такого состояния сплошной среды, газа, жидкости, их смесей, когда в них наблюдаются хаотические колебания мгновенных значений давления, скорости, температуры, плотности относительно некоторых средних значений, за счёт зарождения, взаимодействия и исчезновения в них вихревых движений различных масштабов, а также линейных и нелинейных волн, солитонов, струй. Происходит их нелинейное вихревое  взаимодействие и распространение в пространстве и времени. Турбулентность возникает, когда число Рейнольдса превышает критическое.
Турбулентность может возникать и при нарушении сплошности среды, например, при кавитации (кипении). При опрокидывании и разрушении волны прибоя возникает многофазная смесь воды, воздуха, пены. Мгновенные параметры среды становятся хаотичными.
Существуют три зоны турбулентности, в зависимости от переходных чисел Рейнольдса: зона гладкостенного трения, переходная зона(смешанного трения)и зона гидравлически шероховатых труб (зона квадратического трения). Все магистральные нефте- и газопроводы эксплуатируются в зоне гидравлически шероховатых труб.
Турбулентное течение, по-видимому, может быть описано системой нелинейных дифференциальных уравнений. В неё входит уравнения Навье — Стокса, неразрывности и энергии.
Моделирование турбулентности — одна из наиболее трудных и нерешённых проблем в гидродинамике и теоретической физике. Турбулентность всегда возникает при превышении некоторых критических параметров: скорости и размеров обтекаемого тела или уменьшения вязкости. Она также может возникать при сильно неравномерных граничных и начальных условиях на границе обтекаемого тела. Или, может исчезать при сильном ускорении потока на поверхности, при сильной стратификации среды. Поскольку турбулентность характеризуется случайным поведением мгновенных значений скорости и давления, температуры в данной точке жидкости или газе, то это означает, что при одних и тех же условиях детальная картина распределения этих величин в жидкости будет различной и практически никогда не повторяется. Поэтому, мгновенное распределение скорости в различных точках турбулентного потока обычно не представляет интереса, а важными являются осреднённые величины. Проблема описания гидродинамической турбулентности заключается, в частности, и в том, что пока не удаётся на основании только уравнений гидродинамики предсказать, когда именно должен начинаться турбулентный режим и что именно в нём должно происходить без экспериментальных данных. На суперкомпьютерах удаётся моделировать только некоторые типы течений. В результате, приходится довольствоваться лишь феноменологическим, приближенным описанием. До конца XX столетия два результата, описывающие турбулентное движение жидкости считались незыблемыми — «универсальный» закон фон Кармана-Прандтля о распределении средней локальной скорости течения жидкости (вода, воздух) в гладких трубах при высоких значениях числа Рейнольдса и теория Колмогорова-Обухова о локальной структуре турбулентности.
Значительный прорыв в теории турбулентности при очень высоких числах Рейнольдса связан с работами Андрея Николаевича Колмогорова 1941 и 1962 годов, который установил, что при некотором интервале чисел Рейнольдса локальная статистическая структура турбулентности носит универсальный характер, зависит от нескольких внутренних параметров и не зависит от внешних условий.

### Гидродинамика сверхзвуковых течений
Гидродинамика сверхзвуковых течений изучает поведение жидких сред при их скоростях вблизи или превышающих скорость звука в среде. Отличительной особенностью такого режима является то, что при нём возникают ударные волны. В определённых случаях, например, при детонации, структура и свойства ударной волны усложняются. Интересен также случай, когда скорости течений столь высоки, что становятся близкими к скорости света. Такие течения наблюдаются во многих астрофизических объектах, и их поведение изучает релятивистская гидродинамика.

### Гидродинамика течений с тепломассообменом
Гидродинамика течений с тепломассообменом сопровождается неравномерным распределением температуры (остывание тел в жидкости, течение горячей жидкости по трубам). При этом свойства жидкости (плотность, вязкость, теплопроводность) могут сами зависеть от локальной температуры. В таком случае задача о распространении тепла и задача движения жидкости становятся связанными. Дополнительная сложность таких задач состоит в том, что зачастую простейшие решения становятся неустойчивыми…

### Геофизическая гидродинамика
Посвящена исследованию явлений и физических механизмов естественных крупномасштабных турбулентных течений на вращающейся планете (динамики атмосферы, динамики течений в морях и океанах, циркуляции в жидком ядре, происхождение и изменчивость планетарного магнитного поля).

### Гидродинамика электропроводящих сред
Гидродинамика электропроводящих сред (жидких металлов, электролитов, плазмы) описывает поведение таких жидкостей в магнитном поле.
Теоретическая основа магнитной гидродинамики — уравнения гидродинамики с учётом электрических токов и магнитных полей в среде и уравнений Максвелла. В средах с большой проводимостью (горячая плазма) и (или) большими размерами (астрофизические объекты) к обычному газодинамическому давлению добавляются магнитное давление и магнитное натяжение, которое приводит к появлению волн Альве́на.
С помощью магнитной гидродинамики описываются многие явления космической физики: планетарные и звёздные магнитные поля, происхождение магнитных полей галактик, солнечный цикл, хромосферные вспышки на солнце, солнечные пятна.

### Прикладная гидродинамика
Сюда относятся различные конкретные научно-технические задачи. Среди прочих задач упомянем
- задача обтекания летательных аппаратов и водных средств
- Гидрофизика и физика атмосферы
- гидродинамика горения
- микрогидродинамика

### Гидродинамика нелинейных жидкостей (Реология)
Гидродинамика нелинейных жидкостей (Реология) — изучает поведение нелинейных жидкостей, то есть таких жидкостей, для которых зависимости скорости течения от приложенной силы нелинейна. Примеры нелинейных жидкостей — пасты, гели, стекловидные тела, псевдопластики, вискоэластики. Реология активно используется в материаловедении, в геофизике.

## Нерешенные проблемы гидродинамики
В гидродинамике есть сотни нерешённых задач, в том числе задача о вытекании жидкости из ванны по трубе. По мнению специалистов:
История подборки конкретных нерешенных задач гидродинамики началась, пожалуй, с Марка Твена, когда он задолго до возникновения теории звука сформулировал классическую задачу акустики: "Нельзя понять , почему спящий не может слышать свой собственный храп". С тех пор многие выдающиеся математики и физики составляли сборники нерешенных задач.